# Cirque Fanni
Le Cirque Fanni est une ancienne compagnie de cirque française fondée en 1906 par Maria la veuve de Paul Fanni.

## Présentation
Le "Cirque populaire" est créé en 1872 à Pers-en-Gâtinais dans le Loiret, par Théodore Laugier artiste d'agilité, père de Constant Laugier, clown comédien parodiste et musicien. Devenu "Cirque Laugier", il emploie la famille d'artistes les Fanni fondée par l'ancêtre Paul Hilaire qu'il a adopté en 1873, puis son fils Théodore et enfin la fille de ce dernier Paulette. Après le décès de son mari Paul en 1898, Maria reste associée à Laugier mais décide en 1906 de créer son entreprise autonome, c'est la naissance du "Cirque Fanni".
Il cesse ses activités en 1960. La famille se reconvertit alors dans la location de chapiteaux.
Une représentation du cirque Fanni est décrite dans la revue hebdomadaire La Semaine à Paris datée du 20 avril 1928 à l'occasion de représentations données à la Foire du Trône à Paris .
Pierre Gassmann en a fait une série de photos en 1937 lors de sa présence à la foire des Invalides à Paris.
Le cirque fait l'objet d'un article dans le quotidien Ce soir daté du 12 juillet 1939 à l'occasion de représentations données sous la Tour Eiffel à Paris.